# John Hayes
John Bernard Hayes OMNZ (nascut el 15 de març de 1948) és un polític neozelandès i diputat de la Cambra de Representants de Nova Zelanda, representant la circumscripció electoral de Wairarapa des de les eleccions de 2005. És membre del Partit Nacional. Prèviament Hayes fou l'ambaixador neozelandès a l'Iran, Pakistan i Papua Nova Guinea.

## Inicis
Hayes va néixer el 15 de març de 1948 i va realitzar els seus estudis secundaris al Col·legi de Rongotai (Rongotai College) de Wellington. Anà a la Universitat Lincoln on es graduaria amb un grau en ciència agrícola. Com a estudiant fou elegit president de l'associació estudiantil.
Després de treballar com a economista, Hayes treballà pel Ministeri d'Afers Exteriors i Comerç de Nova Zelanda. Ha representat a Nova Zelanda al Singapur, l'Índia, Bahrain i a l'Aràbia Saudita com a encarregat de negocis i a Papua Nova Guinea, el Pakistan i a l'Iran com a ambaixador. Serví com a secretari general per a Mike Moore mentre aquest era Ministre de Comerç Exterior i Màrqueting (1984-1990).
Com a Alt Comissionat (ambaixador) a Papua Nova Guinea entre 1989 i 1993, Hayes ocupà un important paper amb el Ministre d'Afers Exteriors i Comerç Don McKinnon durant el conflicte de Bougainville en la dècada de 1990. Fou involucrat en negociacions de pau amb líders de l'Exèrcit Revolucionari de Bougainville i el Govern Interí de Bougainville. En una d'aquestes reunions l'helicòpter de Hayes fou destruït. Hayes fou nomenat Oficial de l'Orde del Mèrit de Nova Zelanda en honor de la seva ajuda.

## Diputat
| Parlament de Nova Zelanda |      |                |        |          |
| Anys                      | Leg. | Circumscripció | Llista | Partit   |
| 2005-2008                 | 48   | Wairarapa      | 50     | Nacional |
| 2008-2011                 | 49   | Wairarapa      | 50     | Nacional |
| 2011-actualitat           | 50   | Wairarapa      | 51     | Nacional |

En les eleccions generals neozelandeses de 2005 fou nominat com a candidat del Partit Nacional a la circumscripció electoral de Wairarapa, una circumscripció Laborista des de les eleccions de 1999. Hayes fou elegit amb el 42,71% del vot per sobre del 34,12% de Denise MacKenzie del Partit Laborista.
En les eleccions de 2008 i 2011 amplià el seu marge de victòria al rebre el 51,02% i 52,65% del vot respectivament. Hayes, a més, es troba en la llista electoral del partit, tot i que el seu rànquing és pobre; el 2005 i 2008 es trobava 50è i el 2011 es trobava 51è.

## Vida personal
Hayes està casat amb Helen i viuen a Greytown, a la regió de Wellington. Tenen dos fills que treballen com a advocats.